# Роулинсон, Ричард
Ричард Роулисон (3 февраля 1690 — 6 апреля 1755) — английский антиквар, собиратель старинных книг и рукописей, пожертвовавший их Бодлианской библиотеке Оксфордского университета.

## Биография
Ричард Роулисон происходил из богатой семьи. Получил богословское образование в школе св. Павла, в Итон-Колледже и колледже Св. Иоанна в Оксфорде. В 1714 году он был избран человеком Королевского общества, будучи принят туда Ньютоном. В 1716 году был рукоположён, а в 1728 году даже стал протестантским епископом, но на деле церковными обязанностями не занимался. Много путешествовал по Англии и континентальной Европе, собрав обширные коллекции старинных книг и монет. Умер в Ислингтоне.
В Оксфордском университете Р. Роулисон основал кафедру англосаксонского языка, которой по завещанию оставил значительное состояние. Собрал много материалов для разъяснения частной истории отдельных английских провинций, предполагая продолжать труды Вуда «Athenae Oxonienses» и «History of Oxford». Написал сочинение «Жизнь Антонии Вуда» (Лондон, 1711), а также ряд других работ.